# Nantiat
Nantiat (tiếng Occitan: Nantiac) là một xã của tỉnh Haute-Vienne, thuộc vùng Nouvelle-Aquitaine, miền trung nước Pháp.